# Frank Ostholt
Frank Ostholt (Warendorf, 23 september 1975) is een Duits ruiter gespecialiseerd in eventing. Ostholt nam deel aan de Olympische Zomerspelen 2004 waarbij hij de gouden medaille in de landenwedstrijd kreeg omgehangen. Dit werd teruggedraaid door het Hof van Arbitrage voor Sport naar aanleiding van een toegekend protest van de Britten, Fransen en Amerikanen over het tweemaal passeren van de startlijn door zijn landgenote Bettina Hoy, hierdoor viel de Duitse ploeg terug van de eerste naar de vierde plaats. Twee jaar later tijdens de Wereldruiterspelen 2006 werd Ostholt vierde individueel en won de wereldtitel in de landenwedstrijd. Op de Olympische Zomerspelen 2008 won Ostholt de gouden medaille in de landenwedstrijd.

## Resultaten
- Olympische Zomerspelen 2004 in Athene uitgevallen individueel eventing met Air Jordan 2
- Olympische Zomerspelen 2004 in Athene 4e landenwedstrijd eventing met Air Jordan 2
- Wereldruiterspelen 2006 in Aken 4e individueel eventing met Air Jordan 2
- Wereldruiterspelen 2006 in Aken  landenwedstrijd eventing met Air Jordan 2
- Olympische Zomerspelen 2008 in Hongkong 25e individueel eventing met Mr. Medicott
- Olympische Zomerspelen 2008 in Hongkong  landenwedstrijd eventing met Mr. Medicott
- Wereldruiterspelen 2010 in Lexington 21e individueel eventing met Mr. Medicott

1912: Nordlander, Adlercreutz, Casparsson,  Horn af Åminne ·
1920: Mörner, Lundström, von Braun,  Dyrsch ·
1924: Van der Voort van Zijp, Pahud de Mortanges, De Kruijff,  Colenbrander ·
1928: Pahud de Mortanges, De Kruijff, Van der Voort van Zijp ·
1932: Thomson, Chamberlin, Argo ·
1936: Stubbendorf, Lippert, von Wangenheim ·
1948: Henry, Anderson, Thomson ·
1952: von Blixen-Finecke, Stahre, Frölén ·
1956: Weldon, Rook, Hill ·
1960: Morgan, Lavis, Roycroft ·
1964: Checcoli, Angioni, Ravano ·
1968: Allhusen, Meade, Jones ·
1972: Meade, Gordon-Watson, Parker, Phillips ·
1976: Coffin, Plumb, Davidson, Tauskey ·
1980: Blinov, Salnikov, Volkov, Rogosjin ·
1984: Plumb, Stives, Fleischmann, Davidson ·
1988: Erhorn, Baumann, Kaspareit, Ehrenbrink ·
1992: Green, Rolton, Hoy, Ryan ·
1996: Schaeffer, Rolton, Hoy, Dutton ·
2000: Dutton, Hoy, Tinney, Ryan ·
2004: Boiteau, Lyard, Courrèges, Teulère, Touzaint ·
2008: Thomsen, Ostholt, Dibowski, Klimke, Romeike ·
2012: Auffarth, Jung, Klimke, Schrade, Thomsen ·
2016: Laghouag, Lemoine, Nicolas, Vallette ·
2020: Collett, McEwen, Townend ·
2024: Canter, Collett, McEwen